# Argentijnse Onafhankelijkheidsoorlog
De Argentijnse Onafhankelijkheidsoorlog was een conflict tussen Argentinië, dat onafhankelijkheid wilde, en Spanje. De oorlog werd gevoerd tussen 1810 en 1818 en betekende de onafhankelijkheid van Argentinië, dat officieel werd toen er op 9 juli 1816 een Grondwet kwam.

## Achtergrond
Al lange tijd waren de criollo's ontevreden met de Spaanse overheersing. Deze gevoelens werden versterkt door de Franse Revolutie en de Amerikaanse Onafhankelijkheidsoorlog. De Spaanse kroon besloot dat de Engelsen, Fransen, Portugezen en andere koloniale mogendheden niet welkom waren om handel te drijven met Argentinië. Dit was alleen de Spanjaarden toegestaan.

## Verder verloop
Toen in 1808 Napoleon Bonaparte de Spaanse koning Karel IV afzette, besloten lokale leiders in Buenos Aires een junta in het leven te roepen om ervoor te zorgen dat de Fransen Argentinië overnamen. Vervolgens liep dit over in oorlogen in Zuid-Amerika. Toen Napoleon verslagen was en Spanje weer een eigen koningshuis had, wilden ze Argentinië weer terug, iets waar de junta's tegen waren. Na aanvankelijke tegenslagen wisten de Argentijnen onder leiding van Martin Güemes, Manuel Belgrano en José de San Martin de Spanjaarden te verslaan in Argentinië en Chili. In 1816 had de junta de onafhankelijkheid van Argentinië uitgeroepen. In Peru en het noorden van Zuid-Amerika ging de oorlog nog door tot aan 1824, zonder dat de Argentijnen zich hierin mengden.